# 올랭프 드 구주
올랭프 드 구주(Olympe de Gouges, 1748년 ~ 1793년)는 프랑스의 시민운동가이다. 프랑스 혁명 시기에 여성에게도 참정권이 부여되어야 한다는 혁신적인 주장을 하였다.

## 생애

### 어린 시절
올랭프 드 구주는 1748년에 스페인 인근에 위치한 프랑스 시골 마을에서 그 마을의 '볼테르'라 불리었던 아버지 퐁피냥 후작과 세탁부 어머니 사이에서 사생아로 태어났다. 17세에 나이 많고 돈 많은 남자와 결혼하여 아들 하나를 낳았지만 일찍 남편이 죽어 아들과 파리로 올라와 생활하였다.

### 사회 활동

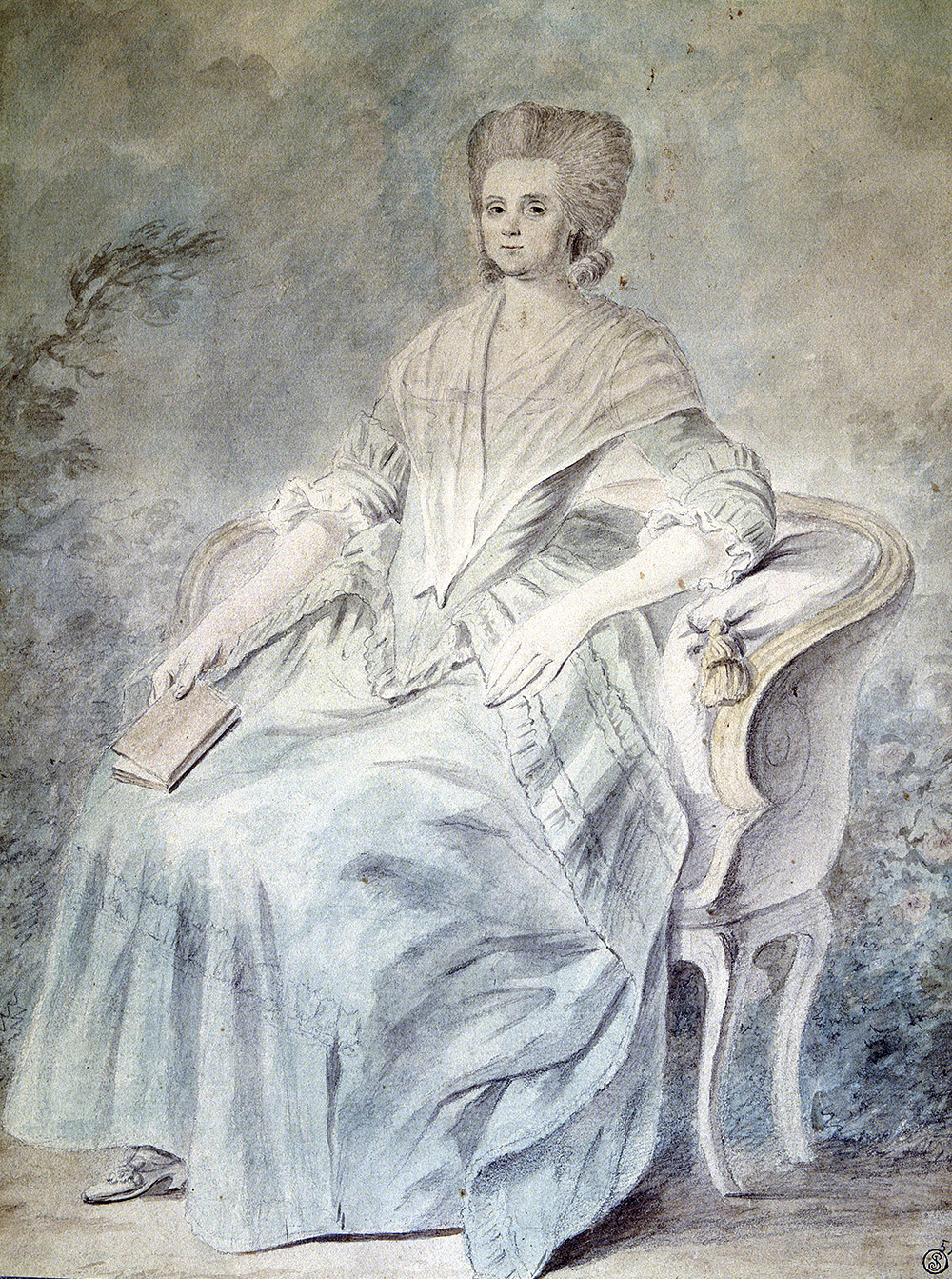
올랭프 드 구주

올랭프 드 구주의 전기작가 올리비아 블랑에 따르면, 1773년에 구주는 부유한 남자인 자크 비에트릭스 드 로지에르(Jacques Biétrix de Rozières)를 만나 이후 긴 연애관계를 맺어오다 프랑스 대혁명때 결별했다. 구주는 예술 살롱, 철학 살롱에 드나들며 그곳에서 라 아르프(La Harpe), 메르시에(Mercier), 샹포르(Chamfort)와 같은 작가들과 교류했다. 또한 브리소(Brisso)와 콩도르세(Condorcet) 같은 잠재적 정치가들과도 만났다. 보통 구주가 자주 가던 곳은 마담 몽테송(Madame de Montesson)과 극작가 보아르네 백작부인(Comtesse de Beauharnais)의 살롱이었다. 구주는 당시 파리에서 사교계 문사들과 재치를 겨루며 숱한 남자들의 구애를 받았지만, 결혼은 단호히 거부하였다.
그는 연인의 재정적 후원을 받으며 세태를 꼬집는 소설과 희곡 등을 발표하였는데, 정규 교육을 받지 못하였고 사투리를 썼기 때문에 철자가 엉망이어서 집필은 대필작가에게 맡겼다는 이야기가 있다.

### 정치적 성향
올랭프 드 구주는 당시의 시대적 관점으로 봤을 때 과격한 여성인권 옹호론자였으며, 그런 의미에서 혁명적인 인물이었다. 그럼에도 프랑스 대혁명과 함께 태어난 사상들이 구주가 가진 이상과는 거리감이 있었고 그녀는 부분적으로만 그 사상들에 동조했다.

#### 계몽주의와 법치주의
구주는 과학적 합리주의를 동원하고, 비평적인 조사를 하며, 기성의 전통적인 도덕관념과 제도에 비판적이었던 18세기 계몽주의 사상에 영향을 받은 것으로 보이며, 그녀가 쓴 글에서 그 흔적이 남아있다.
그녀가 작성한 '여성과 여성 시민의 권리 선언(Declaration of the Rights of Woman and the Female Citizen)' 선언문의 마지막 문단에 구주는 "남성과 여성 간의 사회적 계약"이라는 타이틀을 붙였다. 이 때의 '사회적 계약'이란 장 자크 루소(Rousseau)의 저서 속 개념을 따온 것으로, 사회의 전 시민들간의 협력을 필요로 하는 것이다.
남편과 아내의 부는 마땅히 동등하게 분배되어야 한다는 것, 그들이 어떤 사회 계층 출신이든지 재산은 그 둘 모두와 자녀들에게 귀속되어야 한다는 것이 그 계약의 내용이다. 만약 남편과 아내가 이혼할 시에는, 그들이 가졌던 소유지는 똑같이 나눠져야 한다는 말이었다. 구주는 이러한 것을 "혼인 계약"이라고 이름 붙였다. 구주는 또한 빈곤 계층의 남성과 결혼한 여성들이 자신의 자녀들을 부유 계층의 가족에게 입양 보내는 일을 허가하자는 주장을 펼친다. 이러한 제안은 사회의 부를 증진시키고 무질서를 불식시키기위한 것들이었다. 이어서 구주는 또한 무책임한 남편을 두었던 이혼녀와 과부, 미성년자인 어린 여성들을 보호할 수 있는 법안을 만들어야 한다고 주장한다. 신용할 수 없는 남편들로부터 버림받은 이혼녀들, 미래가 보장되지 않는 정도의 시시한 명성만 남기고 죽어버린 남편의 과부들, 혹은 남성들로부터 유혹당한 뒤 아무런 돈과 자녀를 위한 법적 소유권을 얻지 못한 채 속수무책이 되버린 어린 미성년 여성들이 인생에서 어떤 결과를 맞이하게 될지 구주는 설명한다. 구주는 법이 그 신용할 수 없거나 파렴치한 남성들에게 여성에 대한 자신들의 의무를 완수하도록 강제해야 한다고 주장한다. 적어도 그가 가진 부의 수준에 합당한 배상을 그 여성들에게 해야 한다고 말이다.

#### 여성주의
올랭프 드 구주는 당시의 시대적 관점으로 봤을 때 과격한 여성인권 옹호론자였다.
1791년, 그녀는 "소셜 클럽(Social Club)" 혹은 "진실한 친구들이 모이는 사회(Society of the Friends of Truth)"로 불리던 한 모임의 멤버가 되었다. 이 곳은 여성의 평등권과 법적 권리 향상을 위해 공통의 목표를 상정한 곳이었다. 그들은 종종 저명한 여권 옹호론자였던 소피 드 콩도르세(Sophie de Condorcet)의 집에서 회동을 가졌다. 바로 이곳이 구주가 최초로 그녀의 유명한 연설을 한 장소이다. 당시 구주는 다음처럼 말했다.
"여성들에게도 교수대에 오를 권리가 있다. 또한 여성들은 연단에 올라설 수 있는 권리도 가질 수 있어야 한다."
'여성과 여성 시민의 권리 선언(Declaration of the Rights of Woman and the Female Citizen)'의 마지막 한 구절에서, 구주는 여성들을 여전히 자신들보다 열등한 존재로만 여기는 남자들을 지목하며 이렇게 말한다.
"여자의 영혼이 어느 정도 수준인지 평가하기 위한 가장 쉬워빠진 방법이 여기 있다. 일단 그 여자들에게 남자들이 하는 모든 활동을 허가하면 된다. 만약 어떤 남자가 이것에 저항한다면 법의 지혜를 빌어 그가 여성들과 함께 재산을 공유하도록 만들어야 한다."
안타깝게도, 프랑스 국회는 '여성과 여성 시민의 권리 선언(Declaration of the Rights of Woman and the Female Citizen)'을 통과시키지 않았다. 이는 국회가 가진 무관심의 결과였다. 때문에 이 선언의 의제가 프랑스 국회에 부여하는 죄목은 '여자의 권리를 누락시킨 죄'에서 '여자의 권리를 남자에게 위임시킨 죄'로 변해갔다. 그 해는 공포정치의 시대 한가운데였으며, 자코뱅파들이 다수의 여성 정치 클럽들을 폐쇄했던 1793년이었다. 바로 그 해에, 프랑스의 왕비 마리 앙투아네트와 올랭프 드 구주가 불과 한달 격차로 기요틴에서 처형되었다. (여왕은 10월 16일에, 구주는 11월 3일에 죽었다.) 그 외에도 마담 뒤 바리(Madame du Barry)와 마담 롤랑(Madame Roland) 같은 선구적인 여성들이 같은 해 각각 12월 7일, 11월 8일에 처형되었다.

#### 왕정제 옹호
구주는 왕정제 폐지를 반대했다고 한다. 혁명가들은 왕정제를 완전히 축출하고자 했으나, 구주는 왕정제의 유지를 지지했다. 구주는 국왕 루이16세와 그 부인 마리 앙투와네트 왕비에 대한 경외심을 갖고 있었다고 한다. 구주의 정치적 관점은 그녀가 만든 팜플릿들에 상세히 나와있다. 1788년에 펴낸 팜플릿 "국민에게 쓰는 편지(Letters to the People)"에서는 국왕을 전지전능한 권력을 가진 왕으로 묘사하고 있으며, "집에서 기다리는 아이들에 대한 사랑과 명예로, 격무에 시달리며 괴로워하는 아버지. 기꺼이 뼈만 남아 불행한 자리로 가는 아버지." 라고 적는다.
구주는 국왕을 인정받지 못한 아버지로 그리는 한편, 그의 왕비 마리 앙투와네트는 고결한 여성으로 그렸다. 또한 왕비가 프랑스의 재정위기가 지속될 동안 그녀의 국민들의 복지를 위해, 자신이 누려온 라이프스타일을 폐기할 것이라고 예견하기도 했다. 프랑스 대혁명의 목표가 국왕을 끌어내리고 새로운 형태의 정부, 공화국을 세우려는 것이었음에도 불구하고, 올랭프 드 구주는 왕정제의 유지를 원했다. 국왕 내외가 파리를 탈출하려다 바렌앙아르곤(Varennes-en-Argonne)에서 저지당했을 때 마저도 구주는 그들을 옹호했다.(한편, 이 실패한 탈출 이후로 마리 앙투와네트가 당시 죄인으로 여겨졌음에도 불구하고, 이후의 많은 역사학자들은 왕비에게는 죄가 없었다고 보기도 했다.)
파리에 살고있던 다수의 남자와 여자들은 마리 앙투와네트 왕비가 자신들이 겪어야했던 비탄의 원흉이라는 시각을 가지고 있었다. 그럼에도 구주는 왕비를 옹호했으며 자신의 선언문 '여성과 여성 시민의 권리 선언(Declaration of the Rights of Woman and the Female Citizen)'의 머리말을 왕비에게 헌정, 그 소제목을 "왕비에게"로 붙였다. 그 내용에는 프랑스 대혁명의 초창기부터 구주가 여왕을 옹호하기 시작했다는 주장이 포함되어 있다. 구주는 여왕에게 자신이 가진 여성인권 향상에 대한 정당함을 지지해주기를, 구주를 "매우 겸손하고 매우 충직한 하인"으로 승인해주기를 간청했다고 한다.

### 체포와 처형

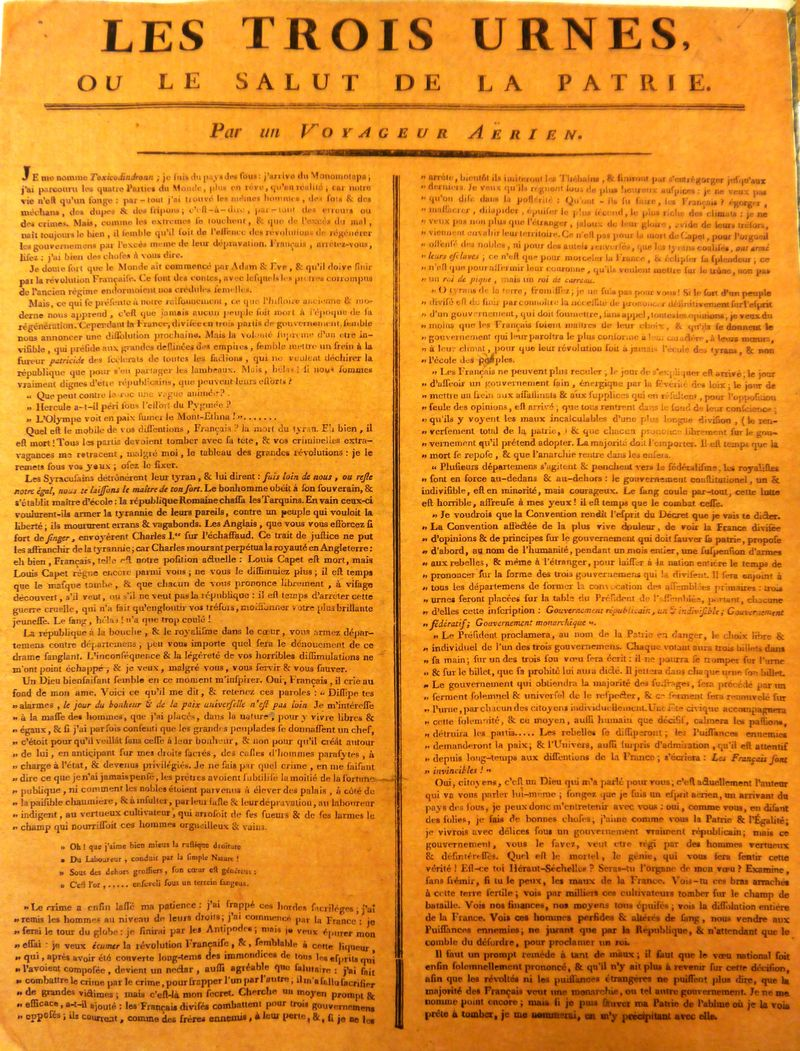
세개의 주전자 혹은 조국의 구원 by 공기화된 여행자(The Three Urns, or the Salvation of the Fatherland, by an Aerial Traveller), 1793년 포스터

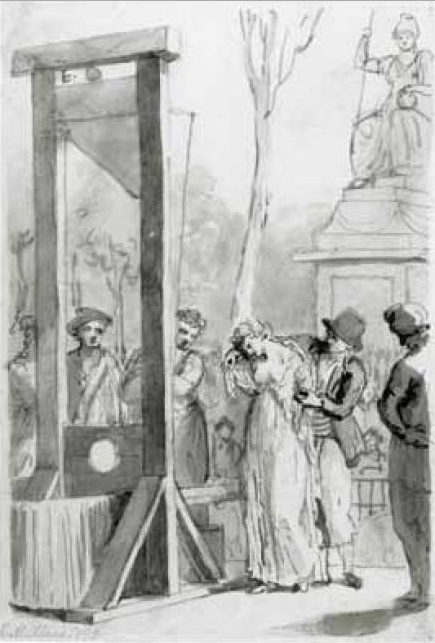
올랭프 드 구주의 처형

혁명이 지속될 수록 구주는 점점더 격렬한 저술활동을 이어나갔다. 1793년 6월 2일에 자코뱅파들은 그녀의 동맹이었던 지롱드당(The Girondins)의 당원들을 체포해 투옥시켰으며 같은해 10월에 길로틴에서 모두 처형되었다. 종국에 구주 본인은 그녀가 붙인 전단지, '세개의 주전자 혹은 조국의 구원 by 공기화된 여행자(The Three Urns, or the Salvation of the Fatherland, by an Aerial Traveller)'의 내용이 죄목이 되어 체포당했다. 그녀의 저작은 세 가지 형태의 예비 정부에 관한 국민투표를 요구한다. 그 세가지 중 첫 번째 형태는 통합된 공화국, 두 번째 형태는 연방정부, 세 번째 형태는 입헌군주제였다.
구주가 체포된 후에 입회원들은 증거를 잡기 위해 그녀의 자택을 수색했다. 그들이 아무것도 찾지 못했을 때, 그녀는 자발적으로 자신의 저작들이 보관되어 있던 창고로 안내했다. 그들은 그곳에서 미완성의 희곡 "프랑스는 존속할 것이다, 아니면 독재자가 왕을 퇴위시키겠지 (France Preserved, or The Tyrant Dethroned)"을 찾아냈다. 그 희곡의 1막에서는, 마리 앙투아네트 (Marie-Antoinette) 여왕이 허물어지고 있는 군주제를 유지하고 수호하기 위한 계략을 짠다. 이 이야기에서 여왕은 올랭프 드 구주를 포함한 프랑스 혁명의 세력을 맞닥뜨려야 하는 인물로 그려진다. 이 1막은 구주가 여왕이 불온한 의도를 가진 것을 질책하며, 여왕이 그녀의 국민들을 이끌어야 하는 방법에 대해 가르치는 장면으로 끝난다.
이 희곡은 올랭프 드 구주와 그녀를 기소한 검찰관 양측 모두에게 재판에서의 증거로서 활용되었다. 검찰관은 여왕에 대한 구주의 묘사가 프랑스의 왕정주의자들을 지지하고 연민하도록 고무시킬 조짐을 보여준다고 주장했다. 반면, 구주는 그 희곡이 그녀 자신이 언제나 변함없는 프랑스 혁명의 지지자임을 보여준다고 진술했다.
구주는 감옥에서 세 달을 보내며 변호사 없이 그녀 스스로를 변호하고자 했다. 이것은 구주가 유달리 자신을 변호하는데 있어서 유능한 사람이었기 때문이 아니라, 재판장이 그녀의 변호사 선임 권리를 허락하지 않아서 벌어진 일이었다. 아마도 이것은 그 비열한 재판장이 구주가 자신의 저작들에서도 그러했듯, 자신을 변호하는 과정에서 그녀의 기질과 성정을 자연스레 묻어나게 만들고자 의도했던 일인듯 하다. 그 와중에서도 구주는 자신의 친구들을 통해서 두가지 글을 출판하고자 애썼다. 첫 번째 글은 그녀가 받은 심문내용이 담긴 "혁명의 재판정 앞에서의 올랭프 드 구주(Olympe de Gouges at the Revolutionary tribunal)"이고, 두 번째 글은 공포 정치를 규탄하는 "핍박당하는 여성 애국자(A [female] patriot persecuted)"이다. 후자는 올랭프 드 구주의 유작이 되었다.
자코뱅파들은 올랭프 드 구주에게 1793년 11월 3일 사형을 선고했으며 그녀는 바로 다음날 단두대에서 목이 잘렸다. 그 죄목은 부정한 행동과 왕정주의를 복구하려 시도했다는 것이었다. 이는 지롱드(Girondin)당의 당수가 처형된지 3일 후의 일이었다. 그녀의 시신은 마들렌 공동묘지(Madeleine Cemetery)에 매장되었다.

## 저술 활동
구주의 생물학적 아버지가 사망한 해인 1784년부터 그녀는 대중적인 식자로서의 커리어를 시작했고, 그로부터 9년 간 저작활동을 지속했다. 40점의 에쎄이, 선언문들, 문학 관련 논문들, 정치 선전용 팜플릿들, 사회의식 고양 연극이 그녀가 쓴 작품들이었다.
흑인 노예제에 반대하는 희곡이나 여성의 이혼권을 옹호하는 글을 통해 약간의 명성을 얻었던 올랭프 드 구주는 희망과 기쁨으로 프랑스 혁명을 반겼다. 그러나 프랑스 혁명에서 내건 평등의 권리가 여성까지 확대되지 않는 것을 보고 환멸을 느껴 <인권선언문>에 빗대어 <여성권선언문>을 썼고, 여성이 '남성에게 복종하도록' 창조되었다는 주장을 한 루소에 빗대어 성적 평등에 바탕 둔 결혼을 주장한 <사회계약론>을 썼다.

### 흑인 인권
1784년에 구주는 반(反) 노예제의 목소리를 내는 연극인 '자모르와 미르자(Zamore and Mirza)'의 극본을 썼다. 몇가지 이유로, 1789년까지 그 연극은 공연되지 못했다고 한다. 그럼에도 구주는 그 작품을 '흑인에 대한 고찰(Reflections on the negroes)'이라는 제목으로 출간을 강행하였다.
그녀는 1789년에 '흑인 시장(The Black Market)'이란 연극도 썼지만 파리 국립극단(Comédie Française)으로부터 공연을 거절당했으며, 극본은 그녀 사후에 불태워졌다. 1808년에 아베 그레구아르(Abbé Grégoire)는 그녀의 저작물들을 "검둥이들"을 위해 호소하는 용감한 사람들 리스트에 포함시켰다.

### 여성과 여성 시민의 권리 선언

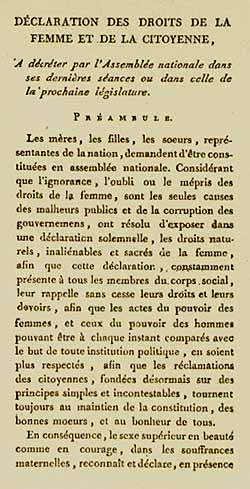
'여성과 여성 시민의 권리 선언(Declaration of the Rights of Woman and the Female Citizen)'의 첫장

올랭프 드 구주는 프랑스 혁명 시기에 마리 앙투아네트와 함께 단두대에 오른 여성으로서, 그는 프랑스 혁명을 기뻐하며 옹호했으나 혁명이 내건 자유와 평등이 남성에게만 해당되자 <인간과 시민의 권리 선언>을 보충하여 <여성권선언문>을 발표했고, 그 일로 그는 '자신의 성별에 적합한 덕성을 잃어버린 사람'으로 단죄를 받았는데, 로베스피에르의 공포정치를 공격했다는 이유로 1793년 급진 공화파에 의해 처형당했다. 단두대에 올라 처형된 올랭프 드 구주는 "여성이 사형대에 오를 권리가 있다면 의정 연설 연단 위에 오를 권리도 당연히 있다"라는 유명한 말을 남겼다.
올랭프 드 구주는 1791년에, 그녀의 유명 저서 '여성과 여성 시민의 권리 선언(Declaration of the Rights of Woman and the Female Citizen)'을 프랑스 헌법이 제정된 직후 집필하기 시작했다. 그녀는 평등한 참정권을 보장하고 있는 프랑스 헌법이 여성의 참정권을 다루거나 고려하고 있지 않다는 것에 문제의식을 느꼈다. 당시의 프랑스 헌법은 권리를 오직 남성들에게만 부여하고 있었다. 또한 결혼에 있어서 법적인 평등 같은 문제를 심각하게 고려하지 않았다. 배우자로부터 폭력을 당한 여성이 이혼을 선택할 권리나 위자료 등의 재산권, 양육권에 대한 것도 다루고 있지 않았다. 올랭프 드 구주는 그녀의 관점에서 1791년의 헌법에서 누락된 영역을 담은 별도의 문서를 작성해, 여성들이 마땅히 보장받아야할 평등할 권리를 밝혔다.
구주는 '여성과 여성 시민의 권리 선언'의 서두를 재치있게 열어젖혔다. 구주는 매섭게 비꼬면서, 남자가 왜 여자를 열등하고 하찮은 성(sex)으로 복속시켜 놓았는지 의문을 제기한다. 그 서두의 선언은 직설적으로 이런 말을 한다.
"남자들이여, 당신네는 고작 이것만으로 살 수가 있겠는가? 지금 이 헌법을 문제시하고 있는 인간의 성별은 여성이다. 당신들은 적어도, 여자에게서 그 목소리를 낼 권리를 빼앗지 말아야 할 것이다."

## 개인적·사회적 유산

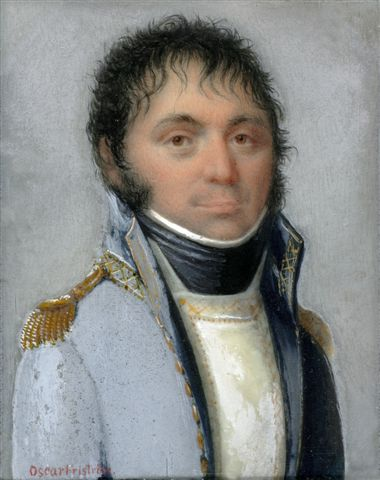
피에르 오브리 드 구주(Pierre Aubry de Gouges) 장군

전기작가 올리비에 블랑(Olivier Blanc)에 따르면, 올랭프 드 구주의 사후에 그녀의 아들 피에르 오브리 드 구주(Pierre Aubry de Gouges) 장군은 아내와 다섯 자녀들과 함께 가이아나(Guyana)로 이주했다. 피에르는 1802년에 사망했으며 후에 그의 아내는 프랑스로 돌아가려고 승선했던 배안에서 죽었다. 그의 어린 두 딸이자 올랭프 드 구주의 친손녀들은 프랑스의 해외영토인 과들루프(Guadeloupe)에서 결혼했다. 마리 히야신스 제네비브 드 구주(Marie Hyacinthe Geneviève de Gouges)의 남편은 후에 오스트레일리아의 태즈메이니아 (Tasmania)에 정착한 영국 장교인 윌리엄 우드(William Wood)였고, 샬롯 드 구주(Charlotte de Gouges)의 남편은 미국 정치가이자 국회의원, 버지니아 농장주였던 로버트 쉘든 가넷(Robert Selden Garnett)이었다. 이런 이유 때문에, (이 역시 올리비에 블랑에 따르면), 선조로서의 올랭프 드 구주는 상당수의 호주인과 미국인 후손을 남긴 셈이 되었다.
2004년 3월 6일에 파리의 베랑제 도로(Béranger), 샤를로 도로(Charlot), 튜렌느 도로(Turenne)와 프랑스 콩테 지역 (Franche-Comté)을 잇는 교차로의 지명이 '올랭프 드 구주(Olympe de Gouges)'로서 선포되었다. 그 광장의 개관은 파리 3구의 시장인 피에르 아이덴바움(Pierre Aidenbaum)과 부시장인 안느 이달고(Anne Hidalgo)에 의해 이루어졌다.
2007년에 프랑스 대통령 선거 입후보자인 세골렌 로얄(Ségolène Royal)은 구주의 유해를 판테온(Panthéon)으로 이전시켰으면 하는 바램을 드러냈다. 하지만 공동묘지에 묻혀있었던 그녀의 유해는 그 지역 테러의 희생자가 된 여타의 위인들과 마찬가지로, 유실되었다. 때문에 세골렌 로얄이 계획한 행사에 다시 묻힐 유해는 남아있지 않았다.

## 관련 국내 서적
- 이세희. 《프랑스대혁명과 여성 · 여성운동》. 탑북스. 2012년. ISBN 9788997519217
- 브누아트 그루 저. 백선희 역. 《올랭프 드 구주가 있었다》. 마음산책. 2014년. ISBN 9788960902022

## 같이 보기
- Women's March on Versailles
- Women's Petition to the National Assembly
- List of civil rights leaders
- List of women's rights activists

- The Feminism Portal
- Adolf Hitler